# Memorial nacional Benjamin Franklin
El Memorial Nacional Benjamin Franklin (en inglés: Benjamin Franklin National Memorial) está ubicado en la rotonda de El Instituto Franklin en Filadelfia, Pensilvania, cuenta con una colosal estatua de Benjamin Franklin sentado. El monumento de 6.1 metros de altura, esculpido por James Earle Fraser entre 1906 y 1911, en honor al inventor, escritor y estadista estadounidense. Con un peso de 27 toneladas, la estatua está sobre un pedestal de mármol blanco de Seravezza de 83 toneladas. La estatua es la pieza central de la sala conmemorativa, diseñada por John T. Windrim después del Panteón, dedicado en 1938.

## Historia
El Congreso lo designó como monumento nacional el 25 de octubre de 1972 (Ley Pública 92-551). A diferencia de la mayoría de los monumentos nacionales, la estatua no está incluida en el Registro Nacional de Lugares Históricos. El monumento nacional es un área afiliada del Servicio de Parques Nacionales, adscrito a Parques históricos nacionales de la independencia a través de un memorando de acuerdo firmado el 6 de noviembre de 1973, bajo los términos del acuerdo, el Instituto posee y mantiene la memoria de acceso público, y el Servicio de Parques incluye el memorial en las publicaciones oficiales y coopera con el Instituto en todos los medios apropiados y mutuamente aceptables en nombre del monumento. la Ley Pública 109-153 (30 de diciembre de 2005) autoriza al Secretario del Interior para poner a disposición del Instituto hasta diez millones de dólares en donaciones para la rehabilitación del memorial y para la realización de exposiciones relacionadas. En el año 2008, el Memorial fue sometido a una restauración que tuvo un costo de $3.8 millones de dólares, que incluyó la instalación de una presentación multimedia sobre Franklin, llamada "Benjamin Franklin Forever" de más de 3 minutos de duración, una proyección digital, iluminación teatral y efectos de audio se utilizan plenamente en un programa que demuestra su profundo impacto en el mundo como un ciudadano ejemplar, estadista, líder cívico y científico. La reforma incluyó también la mejora acústica, la adaptación de la técnica de iluminación led y volver a dotar la estatua de su brillo original. Durante todo el día, citas de Franklin se proyectan en las paredes y paneles gráficos que destacan su vida y logros. La admisión a este memorial nacional es gratuita.